# Six Degrees (série télévisée)
Six Degrees (ou 6 °) est une série télévisée américaine en treize épisodes de 42 minutes, créée par Raven Metzner et Stu Zicherman dont huit épisodes ont été diffusés entre le 21 septembre 2006 et le 30 mars 2007 sur le réseau ABC. Les cinq épisodes inédits ont été disponibles en ligne.
En France, la série a été diffusée à partir du 9 décembre 2007 sur TPS Star.

## Synopsis
Six New Yorkais sont tous connectés entre eux, sans nécessairement se connaître, suivant la théorie des six degrés de séparation.

## Distribution

### Acteurs principaux
- Jay Hernández (V. F. : Emmanuel Garijo) : Carlos Green
- Erika Christensen (V. F. : Sybille Tureau) : Mae Anderson
- Hope Davis (V. F. : Ivana Coppola) : Laura Morgan
- Dorian Missick (en) (V. F. : Sidney Kotto) : Damian Henry
- Bridget Moynahan (V. F. : Ariane Deviègue) : Whitney Crane
- Campbell Scott (V. F. : Marc Perez) : Steven Caseman

### Acteurs récurrents
- Ruby Jerins : Eliza Morgan (11 épisodes)
- Deborah S. Craig : Melanie (11 épisodes)
- Miles Chandler : Max Caseman (8 épisodes)
- Melissa Silver : Employée de Ralston (8 épisodes)
- Shiri Appleby (V. F. : Elisa Bourreau) : Anya (6 épisodes)
- Jonathan Cake : Roy (5 épisodes)
- Zoë Saldaña : Regina (5 épisodes)

## Personnages
- Mae : Une femme d'à peu près 25 ans qui cherche à fuir son passé tout en essayant d'avoir une vie normale.
- Carlos : Avocat pour l'aide juridique de moins de trente ans qui cherche à trouver un sens à sa routine. Il sortira Mae du trouble et ils deviendront amis puis amants.
- Laura : Femme d'à peu près 35 ans qui vient de perdre son mari qui était journaliste en Irak. Elle engagera Mae comme baby-sitter pour sa jeune fille.
- Whitney : Femme de carrière d'un peu plus de trente ans qui est associée dans une entreprise de relations publiques. Elle rencontrera Laura dans un salon de pédicure/manucure et elles deviendront vite amies.
- Steven : Photographe de 45 ans qui a perdu son sens artistique pendant une dure passe. Il la redécouvre et est engagé par Whitney qui lui donnera des contrats de publicité.
- Damian : Chauffeur de voiture de luxe pour clients fortunés. Joueur compulsif, il rendra service à Carlos et deviendront amis.

## Épisodes
1. Rencontres fortuites (Pilot)
2. La deuxième chance (What Are the Odds?)
3. L'Autre Facette (A New Light)
4. Le Boxeur (The Puncher)
5. Mascarade (Masquerade)
6. Ce que tu désires (What You Wish For)
7. Des flèches et des piques (Slings and Arrows)
8. Recherche appartement désespérément (Get A Room)
9. Camps adverses (Sedgewick's)
10. Ray est de retour (Ray's Back)
11. Ambivalences (Surstromming or a Slice)
12. Imposture (Objects in the Mirror)
13. Signes et revers du destin (A Simple Twist of Fate)

## Diffusion
La série faisait partie des projets de séries pour la saison 2005-2006 de la chaine américaine The WB mais a été récupérée par ABC.
À la suite d'audiences décevantes après la diffusion du sixième épisode le 2 novembre 2006, ABC a retiré la série de la grille horaire et espérait un retour en janvier mais n'est revenu à l'horaire que le 23 mars 2007. Après la diffusion du huitième épisode la semaine suivante, ABC retire la série de la grille horaire.  Les cinq épisodes inédits ont été diffusés en ligne sur le site de ABC à partir du 27 avril 2007.
Au Canada, la série a été diffusée sur le réseau Global six jours après sa diffusion aux États-Unis.